# Izabel Nascimento
Izabel Cristina Santana do Nascimento (Aracaju, 22 de agosto de 1979) é uma cordelista, escritora, pedagoga, poeta e radialista. Nascida e criada dentro da influência do cordel, Izabel traz em suas obras elementos da cultura sergipana, e também das tradições Pernambucanas, herança dos pais.

## Biografia
Filha de pais poetas, Ana Santana e Pedro Amaro, a cordelista foi alfabetizada pela sua mãe e se inseriu na Cultura Popular inspirada pelo seu pai poeta cordelista e repentista. Aos 7 anos de idade escreve seus primeiros poemas em retalhos de tecidos descartados das costuras feitas pela mãe, e carregava intenso interesse pela poesia.
Graduada em pedagogia no ano de 1998, Izabel passou pelo menos uma década e meia atuando em sala de aula e, desse modo, sempre procurou ensinar sobre o cordel, como no projeto “Literatura de Cordel em Sala de Aula” ministrado em escolas da zona rural de Maruim, porém foi só ao sair do trabalho como docente que conseguiu dedicar-se a sua carreira artística como cordelista.
Izabel e sua família fundam no ano de 2013 a ''Casa do Cordel'', projeto criado a partir de uma ideia de sua irmã Julianna Santana durante uma viagem da família ao Rio de Janeiro, o espaço é coordenado pela poetisa e possui um acervo particular que conta com folhetos de cordéis da própria família, da poetisa e seus pais, além de ser um ponto de encontro de poetas o local também é palco de celebrações juninas e há mais de 20 anos reúne a família para a comemoração do aniversário de seu anfitrião, fonte de inspiração também para o nome do projeto, Espaço Cultural Pedro Amaro do Nascimento.
Em 2014 participou do Festival Internacional do Brasil na Áustria, onde divulgou quatro de seus títulos na Embaixada do Brasil. Entre os anos de 2016 e 2017 foi colunista do Jornal Cinform e no mesmo ano, em 19 de julho, torna-se presidente e fundadora da Academia Sergipana de Cordel (ASC) presidindo até o ano de 2019, mas acabou sendo reeleita para um segundo mandato que irá durar até 2021.
Em maio do ano de 2017, Izabel Nascimento iniciou o ''Cordel de Quinta'' nas redes sociais e o projeto contava com transmissões ao vivo no Facebook tendo como principal pauta a poesia. Após passar por outras plataformas, o Cordel de Quinta teve sua reestreia no Youtube, onde a poeta  interage com seu público utilizando as ferramentas das mídias sociais para entrevistar pessoas, declamar versos e fomentar o gosto poético.
Já em 2018 realiza o projeto “Saúde Mental em Cordel” uma série de vídeos que surgiram a partir de experiências profissionais em um Centro de Atenção Psicossocial (caps), o projeto tem a função de alertar sobre as doenças mentais que mais ocorrem no Brasil, sendo exibido pela TV Aperipê/SE ou acessando o seu canal no YouTube. Em 28 de dezembro de 2018 recebe da Assembleia Legislativa do Estado de Sergipe (Alese) a Comenda Cultural Maria Beatriz Nascimento que reconhece figuras relevantes que contribuíram para a cultura do estado de Sergipe.
Em 10 de dezembro de 2019 toma posse, nomeada pelo governador do Estado, como um dos membros do Conselho Estadual de Cultura do Estado de Sergipe.
Além de promover o cordel de forma tradicional a partir de folhetos, utiliza as redes sociais como aliada para divulgação de seu trabalho, tornando as mídias sociais primordial para a publicação de seu primeiro livro ‘’Sementes de Girassóis’’, que reúne materiais de três anos de trabalhos publicados nas redes sociais, com seleção feita por meio de enquetes no Instagram e também sendo reconhecida e viralizando no país como autora do "Cordel do WhatsApp".
Izabel Nascimento tem sua atuação no cordel voltada para expor e reivindicar o espaço feminino dentro do gênero, que ainda é arraigado pelo machismo e considerado um ambiente predominantemente masculino. Junto com outras mulheres cordelistas ela vem lutando para que as mulheres sejam vistas de forma igualitária e tenham espaço para expor suas obras.
É pioneira também do Movimento Nacional das Mulheres Cordelistas em Combate ao Machismo, que surgiu nas mídias sociais, mais precisamente no Instagram com a tag ‘’#cordelsemmachismo’’ em quatro de julho de 2020, e que teve adesão de mulheres cordelistas de todo o território nacional que também lutam pelo reconhecimento e igualdade das mulheres dentro do gênero. O movimento é um forte mecanismo de atuação na luta contra o machismo que ainda perpetua o cordel, e foi contestado por homens que se incomodam com a visibilidade feminina dentro do gênero literário. Mesmo após quase 82 anos da publicação do primeiro folheto escrito por uma mulher, Maria das Neves Batista Pimentel sob o pseudônimo que leva o nome do marido Altino Alagoano, o cenário cordelista ainda carrega estigmas enraizados pela sociedade patriarcal, mas a organização segue lutando pela atuação e o protagonismo feminino no Cordel.

## Trechos
"A cordelista é um grito
Com rima, forma e cadência
Vociferando a história
Garantindo a permanência
Atuação resistente
Em campo de resistência"
"Quando uma mulher escreve
Assina o nome na lista
De quem paga um alto preço
Pelo seu ponto de vista
Nesta sociedade falha
Cada verso, uma batalha
Todo passo, uma conquista"
"Não tenho conhecimento
Se arte vem da genética
Mas, das lições aprendidas
Amor, fé, respeito e ética
Eu trouxe mais um caderno
Registrando o laço eterno
Pela vertente poética"
— Izabel Nascimento

## Obras
As obras listadas são as publicações mais recente da autora

### Livros
- 2017: São Paulo em Cordel (Imeph) - Obra Coletiva[5]
- 2018: Sementes de Girassóis (Edise)[6]
- 2018: Antologia das Mulheres do Cordel Sergipano (Editora Brasil Casual) - Obra Coletiva[7]

### Folhetos
- 2008: Cordel de Pai e Filha
- 2012: A História do Soldado que bateu na Professora e virou jumento
- 2014: Rio Paraíba do Sul, o testamento de um rio
- 2018: A História da Umbanda em Cordel
- 2018: Bob Lelis e a Rural do Forró
- 2018: Cordel de Mãe e Filha
- 2018: Relato de Verso e Voz
- 2018: Receita da Boa Mulher
- 2018: Grupo Vocal Vivace em "Sergipe, Amor e Forró - É proibido cochilar!"
- 2018: Saúde Mental em Cordel